# Cayo South
Cayo South – jednomandatowy okręg wyborczy w wyborach do Izby Reprezentantów, niższej izby parlamentu Belize. Obecnym reprezentantem tego okręgu jest polityk Zjednoczonej Partii Ludowej Julius Espat.
Okręg Cayo South znajduje się dystrykcie Cayo w centralnej części kraju. 
Utworzony został w roku: 1961.

## Posłowie
| Rok   | Poseł            |  | Partia |
| ----- | ---------------- |  | ------ |
| 1984  | Sam Waight       |  | PUP    |
| 1989  | Sam Waight       |  | PUP    |
| 1993  | Sam Waight       |  | PUP    |
| 1998  | Agripino Cawich  |  | PUP    |
| 2003  | Agripino Cawich  |  | PUP    |
| 2003  | John B. Saldivar |  | UDP    |
| 2008. | Ramon Witz       |  | UDP    |
| 2012  | Julius Espat     |  | PUP    |